# فيليب هيزل
فيليب هيزل (بالإنجليزية: Phillip Hazel)‏ هو لاعب دارت نيوزيلندي، ولد في 3 يناير 1956 في نيوزيلندا.

## وصلات خارجية
- فيليب هيزل على موقع DartsDatabase.co.uk (الإنجليزية)